# Paul Cadmus

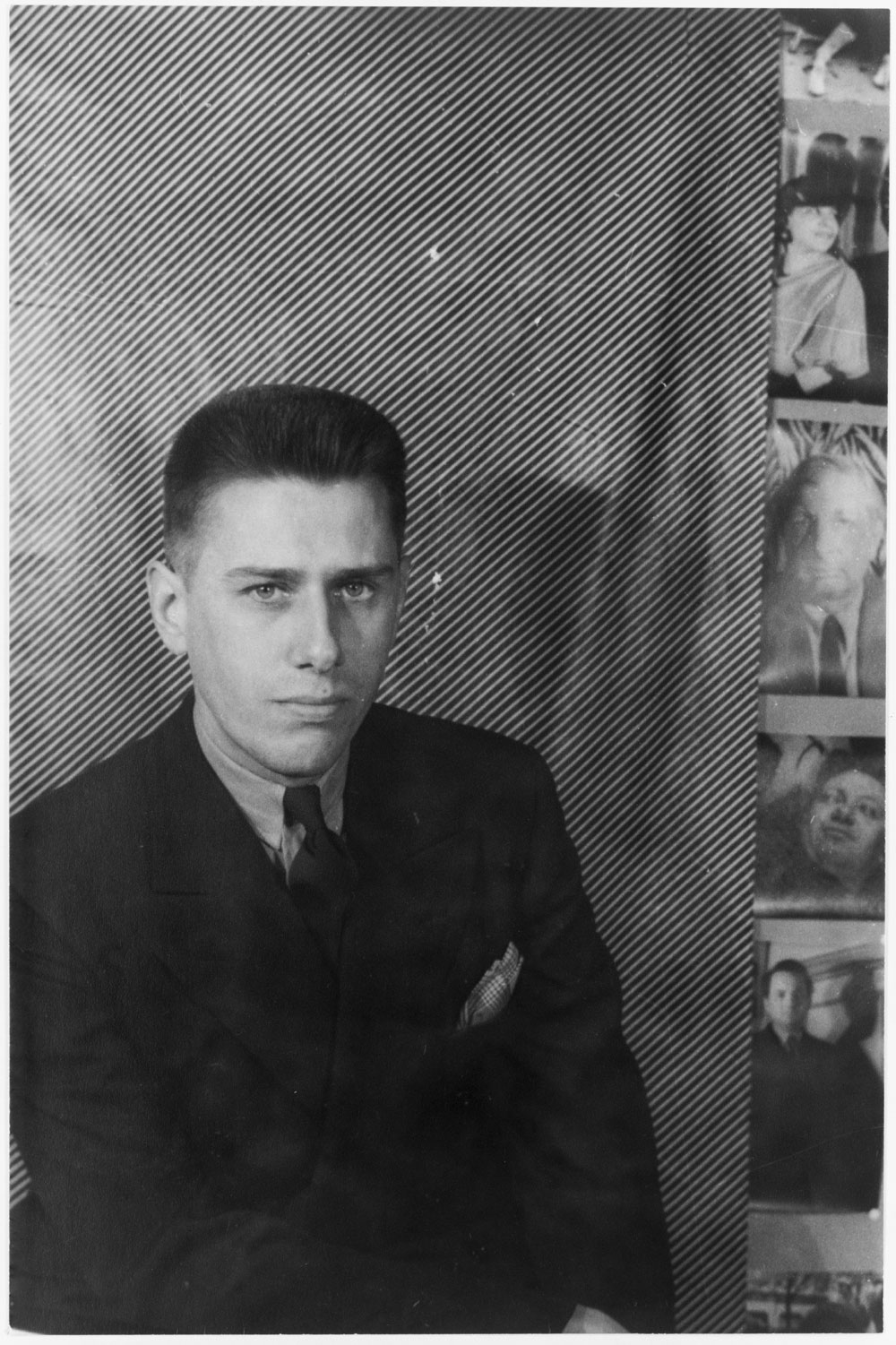
Paul Cadmus door de fotograaf Carl Van Vechten (1937)

Paul Cadmus (New York, 17 december 1904 – Weston (Connecticut), 12 december 1999) was een Amerikaanse schilder en tekenaar. Hij is vooral bekend door zijn schilderijen en tekeningen van (vaak naakte) mannen. In zijn werk komen elementen van erotiek en maatschappijkritiek samen in een vorm van magisch realisme. Zijn schilderijen zijn gemaakt met tempera.
Cadmus was de zoon van een commercieel lithograaf en een illustratrice van boeken. Op zijn vijftiende ging hij van school af om een opleiding te volgen aan de National Academy of Design. Daar kreeg hij onder meer les van Joseph Pennell en William Auerbach-Levy. Aanvankelijk was Cadmus werkzaam in de advertentiebranche, maar in 1931 ging hij, zoals veel Amerikaanse kunstenaars, voor een tijd naar Parijs. Hij ontwikkelde zich tot een kundig fijnschilder. Zijn aan Otto Dix herinnerende schilderij The Fleet's In ('De vloot is binnen') veroorzaakte in 1934 een rel, waardoor Cadmus plotseling de kranten haalde. Vooral in de jaren veertig en vijftig was hij bekend om zijn magisch-realistische schilderijen met homo-erotische inslag. In 1961 verliet hij New York en vestigde zich in Connecticut met zijn vriend Jon Andersson, die vaak als zijn model fungeerde. Ook was hij een bekend portretschilder.
Cadmus' schilderijen zijn onder meer te zien in het Columbus Museum of Art, het Los Angeles County Museum of Art, het National Museum of American Art, de Smithsonian Institution, het Metropolitan Museum of Art en het Whitney Museum of American Art.